# Verbena sessilis
Verbena sessilis — вид трав'янистих рослин родини Вербенові (Verbenaceae), поширений у пд. Бразилії, пн. Аргентині, Уругваї, Парагваї.

## Опис
Трава з дерев'янистою основою 40–80 см заввишки, стебла прямостійні чи лежачі з висхідними квітковими гілками, безволоса чи вкрита короткими жорсткими притиснутими волосками, із залозами. Листки сидячі, листові пластини 40–100 × 5–10 мм, цілі, від лінійний до вузько-еліптичних, верхівка гостра, основа клиноподібна, поля цілі або злегка пилчасті, обидві поверхні голі або злегка вкриті короткими жорсткими притиснутими волосками.
Суцвіття — щільні багатоквіткові колоски, збільшені в плодоношенні. Квіткові приквітки 5–7 мм, вузько яйцюваті з гострою верхівкою, майже оголені, поля довго війчасті. Чашечка довжиною 5–8 мм, гола й гостро волосиста над жилками, гострі зубчики 1–1.5 мм. Віночок фіолетовий або синій, 12–13 мм, зовні війчастий.

## Поширення
Поширений у пд. Бразилії, пн. Аргентині, Уругваї, Парагваї.
Населяє луки, затоплені території, болота.